# YuruYuri
YuruYuri (ゆるゆり, lit.  "Yuri Tranquilo") é um mangá japonês escrito e ilustrado por Namori. O mangá foi serilizado na revista Comic Yuri Hime S no dia 12 de Junho de 2008, antes de ser movida para a revista Comic Yuri Hime em Setembro de 2010. Uma adaptação para anime criada pelo estúdio Dogakobo foi ao ar no Japão entre Julho e Setembro de 2011; a segunda temporada da série foi ao ar entre Julho e Setembro de 2012.

## Sinopse
A história se passa na escola fictícia Nanamori na cidade de Takaoka no Japão. A série se centraliza no dia-a-dia das atividades realizadas no Clube de Diversão (ごらく部 em kanji) da escola, que tem Akari Akaza e suas amigas de infância, Kyōko Toshinō, Yui Funami, e Chinatsu Yoshikawa como membros.

## Personagens

### Clube de Diversão
Akari Akaza (赤座 あかり, Akaza Akari)
Akari é uma garota educada de cabelos vermelhos que, supostamente, deveria ser a protagonista da série. No entanto, devido a sua falta de presença e de sua personalidade simples, ela é frequentemente esquecida pelas outras personagens. Uma das piadas recorrentes da série é que devido a sua falta de presença, Akari pode se tornar invisível e que os seus cachos de cabelos são destacáveis. Kyoko e Yui são suas amigas de infância, enquanto  Chinatsu, Sakurako e Himawari são suas colegas de classe.
Kyōko Toshinō (歳納 京子, Toshinō Kyōko)
Kyoko é uma garota oportunista e egoísta de cabelos loiros e é considerada a protagonista da série. Ela frequentemente causa problemas para sua amiga Yui e tem uma queda por Chinatsu, que lembra sua personagem de anime favorita, Mirakurun. Apesar de sua atitude preguiçosa, ela sempre consegue notas altas nas provas, sempre estudando um dia antes dos testes, o que causa raiva em Ayano, sua rival. Kyoko sempre acaba agindo de forma provocativa perto de Ayano, mesmo que às vezes sem querer. Kyoko também é uma grande fã do anime fictício Majokko Mirakurun e é uma talentosa artista de doujins.
Yui Funami (船見 結衣, Funami Yui)
Yui é uma garota de cabeça fria e sempre age como a voz da razão, principalmente quando se trata em segurar o entusiasmo de Kyoko. Ela pode ser considerada uma pessoa madura e confiável, sempre disposta a ajudar. Apesar de sua idade, Yui vive sozinha em um apartamento, onde passa o tempo com suas amigas de infância ou jogando vídeo-game. Apesar de ser normalmente quieta, Yui sempre cai na gargalhada com os trocadilhos de Ayano.
Chinatsu Yoshikawa (吉川 ちなつ, Yoshikawa Chinatsu)
Chinatsu é uma garota de cabelos rosa, colega de classe de Akari. Ela queria originalmente se juntar ao Clube do Chá Cerimonial, mas acabou se juntando ao Clube de Diversão, já que o clube do chá estava abolido. Ela é frequentemente perseguida por Kyoko, que tem uma queda por ela por causa de sua semelhança com a personagem Mirakurun, apesar dela ter uma paixão explícita por Yui. Ela normalmente age de forma bonitinha, principalmente perto de Yui.

### Conselho Estudantil
Ayano Sugiura (杉浦 綾乃, Sugiura Ayano)
Ayano é a vice-presidente do Conselho Estudantil, é uma garota esforçada e madura, guarda uma paixão secreta por Kyoko e sempre a chama pelo seu nome completo. A única forma que Ayano consegue desenvolver para chamar atenção de Kyoko é fingindo que ela é sua rival, porém Kyoko é sempre doce com ela, causando ainda mais confusão nos sentimentos de Ayano.
Chitose Ikeda (池田 千歳, Ikeda Chitose)
Chitose é membro do Conselho Estudantil e amiga de Ayano. Ela possui uma personalidade bem gentil e calma, mas frequentemente tem fantasias Yuri quando tira seus óculos, sempre imaginando Ayano e Kyoko juntas, o que sempre causa sangramentos de nariz quase fatais a ela. Ela fala usando o dialeto Kansai e é fã de tsukemono.

### Mirakurun
Kurumi (胡桃) / Mirakurun (ミラクるん)
É a heroína do anime fictício "Majokko Mirakurun". Quando ela se transforma, fica extremamente parecida com Chinatsu.
Raika (雷香) / Rivalun (ライバルん, Raibarun)
Vilã da série "Majokko Mirakurun". Ela é secretamente colega de classe de Kurumi.
Ganbo (ガンボー, Ganbō)
Um robô capanga de Rivalun.

## Mídia

### Mangá
YuruYuri começou a sua série na revista japonesa Comic Yuri Hime S no dia 18 de junho de 2008. Em setembro de 2010 a série foi movida para a revista Comic Yuri Hime, após a Comic Yuri Hime S parar com suas publicações. A série foi relançada recentemente em nove volumes. Até dezembro de 2011, aproximadamente um milhão de cópias do mangá foram vendidas. A editora ALC Publishing e o site licenciaram o mangá para ser lançado em inglês.

#### Volumes
| N.º | Data de lançamento                           | ISBN                   |
| --- | -------------------------------------------- | ---------------------- |
| 1   | 18 de julho de 2009                          | 978-4-7580-7055-3      |
| 2   | 18 de janeiro de 2010                        | 978-4-7580-7070-6      |
| 3   | 18 de junho de 2010                          | 978-4-7580-7090-4      |
| 4   | 18 de janeiro de 2011                        | 978-4-7580-7120-8 (EL) |
| 5   | 18 de maio de 2011                           | 978-4-7580-7147-5      |
| 6   | 18 de junho de 2011                          | 978-4-7580-7150-5      |
| 7   | 28 de julho de 2011                          | 978-4-7580-7145-1 (EL) |
| 8   | 23 de julho de 2012 24 de julho de 2012 (EL) | 978-4-7580-7200-7 (EL) |
| 9   | 26 de julho de 2012 27 de julho de 2012 (EL) | 978-4-7580-7203-8 (EL) |
| 10  | 1 de junho de 2013                           | 978-4-7580-7251-9 (EL) |
| 11  | 1 de fevereiro de 2014                       | 978-4-7580-7290-8 (EL) |
| 12  | 4 de agosto de 2014                          | 978-4-7580-7326-4 (EL) |
| 13  | 4 de fevereiro de 2015                       | 978-4-7580-7390-5 (EL) |
| 14  | 18 de janeiro de 2016                        | 978-4-7580-7520-6 (EL) |
| 15  | 31 de maio de 2017                           | 978-4-7580-7674-6 (EL) |
| 16  | 30 de janeiro de 2018                        | 978-4-7580-7775-0 (EL) |
| 17  | 29 de agosto de 2019                         | 978-4-7580-7974-7 (EL) |
| 18  | 27 de maio de 2020                           | 978-4-7580-2114-2 (EL) |
| 19  | 23 de dezembro de 2020                       | 978-4-7580-2197-5 (EL) |
| 20  | 31 de agosto de 2021                         | 978-4-7580-2286-6 (EL) |
| 21  | 27 de dezembro de 2021                       | 978-4-7580-2340-5 (EL) |
| 22  | 26 de dezembro de 2022                       | 978-4-7580-2481-5 (EL) |
| 23  | 24 de dezembro de 2024                       | 978-4-7580-2819-6 (EL) |

### Anime
Uma adaptação televisiva em anime do mangá foi anunciada na edição de maio de 2011 da revista Comic Yuri Hime. Produzida pelo estúdio Dogakobo sob direção de Masahiko Ohta, a série foi ao ar no Japão pela TV Tokyo entre 5 de julho e 20 de setembro de 2011. Uma segunda temporada intitulada YuruYuri♪♪, foi ao ar no Japão entre 2 de julho e 17 de setembro de 2012. A série foi nomeada e ganhou um prêmio no Kobe Animation Awards.
O tema de abertura da primeira temporada é "The Great YuriYurarararaYuruYuri Incident" (ゆりゆららららゆるゆり大事件, Yuriyurarararayuruyuri Daijiken) por Minami Tsuda, Rumi Ōkubo, Shiori Mikami e Yuka Ōtsubo, enquanto o tema de encerramento é "Let's Go at My Pace" (マイペースでいきましょう, Mai Pēsu de Ikimashō) por Tsuda, Ōkubo, Mikami e Ōtsubo. O tema de abertura da segunda temporada é "Yes! YuYuYu☆YuruYuri♪♪" (「いぇす！ゆゆゆ☆ゆるゆり♪♪, Iesu! YuYuYu☆YuruYuri♪♪) por Tsuda, Ōkubo, Mikami e Ōtsubo enquanto o tema de encerramento é "100% Middle Schooler" (100%ちゅ～学生, Hyakku Pāsento Chu~ Gakusei) por Tsuda, Ōkubo, Mikami e Ōtsubo.

### OVAs Especiais

#### Nachu Yachumi
em 29 de novembro de 2014, foi lançado o OVA "Nachu Yachumi" (uma trocadilho com a expressão “Natsu Yasumi”, ou férias de verão) O OVA será exibido em 5 cinemas do Japão no dia 29 de Novembro. Na pré-venda de ingressos, está limitado um número de no Maximo 2 por pessoa. Os bilhetes têm aleatoriamente imagens das personagens do anime ilustradas por Motohiro Taniguchi. o OVA tem duração de 1:04 hr.
Yuru Yuri Nacho Yachimi!
intitulado “Yuru Yuri Nacho Yachimi!”, será exibido na TV japonesa no dia 25 de Julho e uma sequencia deste OVA, “Yuru Yuri Nacho Yachumi! +” terá dois episódios, sendo um em Agosto e um em Setembro, antes da terceira temporada que terá sua estreia em outubro, que se chamará "Yuru Yuri San Hai!"